# Demange-aux-Eaux
Demange-aux-Eaux is een plaats en voormalige gemeente in het Franse departement Meuse (regio Grand Est) en telt 555 inwoners (2004).

## Geschiedenis
De gemeente maakte deel uit van het arrondissement Commercy en sinds maart 2015 van het kanton Ligny-en-Barrois. Daarvoor hoorde het bij het toen opgeheven kanton Gondrecourt-le-Château. Op 1 januari 2019 fuseerde de gemeente met Baudignécourt tot de commune nouvelle Demange-Baudignécourt

## Geografie
De oppervlakte van Demange-aux-Eaux bedraagt 24,4 km², de bevolkingsdichtheid is 22,7 inwoners per km².
De onderstaande kaart toont de ligging van Demange-aux-Eaux met de belangrijkste infrastructuur en aangrenzende gemeenten.

## Demografie
Onderstaande figuur toont het verloop van het inwonertal (bron: INSEE-tellingen).